# 中国知识基础设施工程

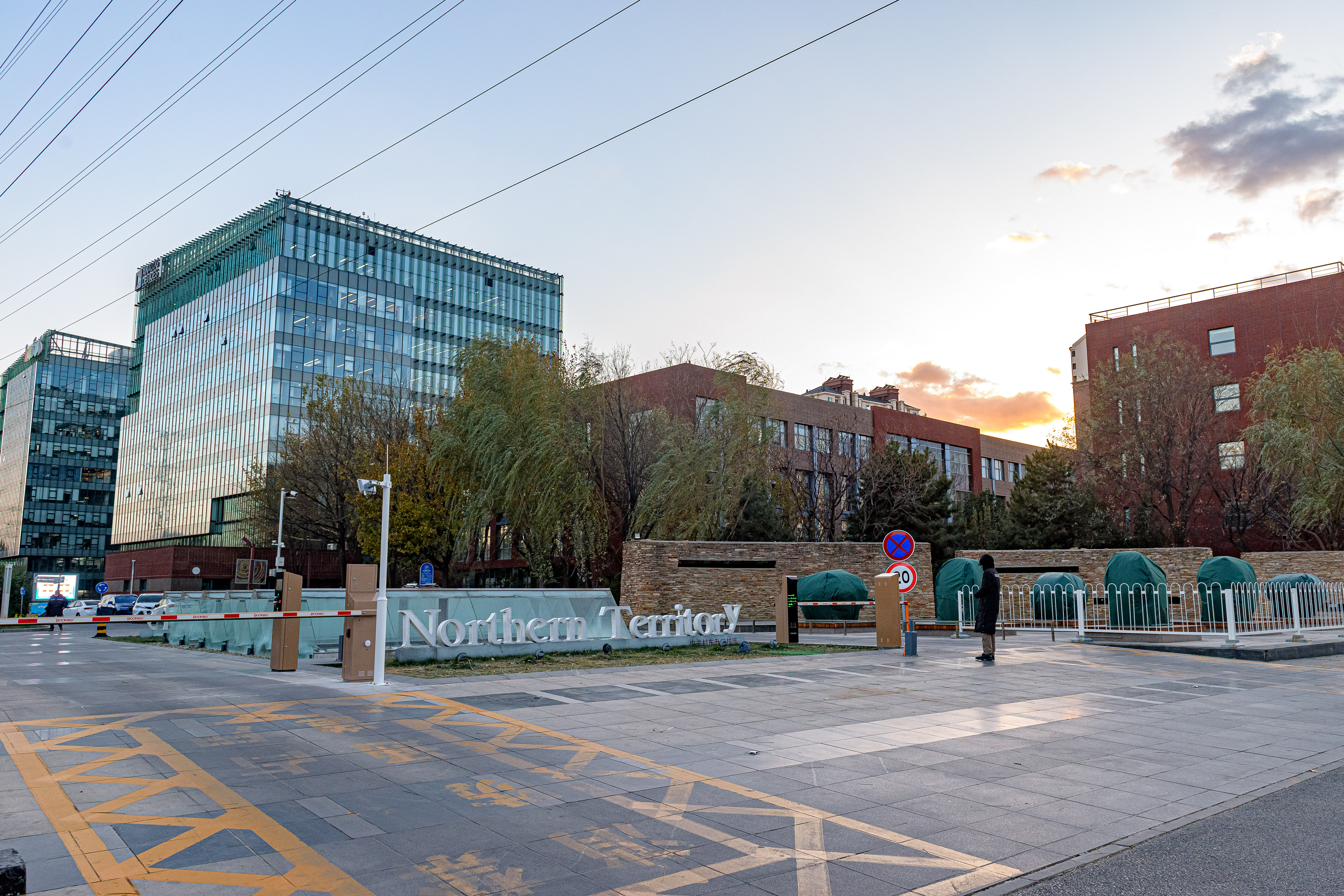
北京市海淀区西小口路66号东升科技园北领地A2楼为中国知网的办公区之一

中国知识基础设施工程（英語：China National Knowledge Infrastructure）是中華人民共和國的一项知识工程，由清华大学直接领导，并获得了教育部、中共中央宣传部、科技部、国家新闻出版广电总局、国家计委的支持。此外，中国知识基础设施工程的主要访问平台是「中国知网」。该工程最初由清华大学和清华同方发起，1995年正式立项，开始仅发行《中国学术期刊（光盘版）》，并迅速占领中国图书情报市场、尤其是高等院校图书馆市场。1999年，中国知识基础设施工程实现网络化，《中国期刊网》开通，该项目由清华大学光盘国家工程研究中心、清华同方光盘股份有限公司与中国学术期刊（光盘版）电子杂志社联合立项。在这之后，中国知识基础设施工程不断拓展服务，建立了包括期刊、博硕士论文、会议论文、年鉴、统计数据、图书、标准、专利等资源在内的中国知识资源总库（英語：China Integrated Knowledge Resources Database）。目前，中国知网在北京、北美、日本、韩国、台湾、香港等地设立了10个网络服务中心，用户覆盖各国重要高校、研究机构、政府智库、企业、医院、公共图书馆等。
CNKI依托其主导产品《中国学术期刊全文数据库》，不断整合集成新的资源，并在主导产品的基础上开发新产品，形成了中国最大的具有垄断地位的全文学术信息网站—中国知网 。
CNKI于2013年1月被国际DOI基金会（IDF）指定为中国大陆地区第二家DOI代理机构，第一家为中国科技信息研究所。

## 历史
1996年12月，中国学术期刊（光盘版）（China Academic Journal CD-ROM）正式创刊。1998年6月，中国学术期刊电子杂志社正式成立，中国学术期刊数字出版标准化工程正式启动。2006年10月，《中国学术期刊网络出版总库》通过新闻出版总署签订验收。2008年知网开始建设CNKI Scholar学术搜索暨外文资源总库。2009年10月，第61届法兰克福书展，全球数字图书馆建馆工程揭幕。2019年, CNKI 2.0 已启动。
知网自2016年起对注册用户免费开放8年前出版的文献。

## 出版物/数据库
- 中国学术期刊全文数据库（China Academic Journals Full-text Database）
- 中国博/硕士学位论文全文数据库（China Dissertations Database）
- 中国年鉴网络出版总库（China Yearbook Full-text Database）
- 中国统计年鉴数据库
- 中国重要报纸全文数据库（China Core Newspaper Full-Text Database）
- 中国/国际重要会议论文全文数据库（China Proceedings of Conference Full-text Database）
- 中国学术辑刊全文数据库（China Monographic Series Full-text Database）[註 1]
- 中国基础教育知识仓库（CFED）[9]
- 中国学术典藏图书库
- 中国工具书网络出版总库
- 中国人口普查数据库
- 中国法律知识资源总库
- 中国引文数据库
- 国家标准全文数据库
- 中国专利全文数据库
- 中国精品文艺作品/文化期刊文献库
- 中国英文期刊数据库
- 中国政报公报期刊文献库
- 双语期刊数据库
- 中医药系列知识服务平台
- 国际关系研究知识服务平台
- 中国经济知识情报库
- CNKI Scholar（外文期刊库）
- 知网百科

## 软件产品
- 学术不端文献检测系统
- 企业竞争情报系统
- KBase全文数据库管理系统
- TPI信息资源建设与管理系统
- KSpider网络信息资源采集系统
- 学位论文提交系统
- 数字图书馆整体解决方案
- CAJViewer，可以查看CAJ格式文件[10]
- CNKI大成編客
- E-read China平台

## 有關事件
2019年1月31日，翟天臨在新浪微博曬出自己獲得北京大學光華管理學院博士後職位的通知書。2月4日，翟天臨參加央視春晚，在小品《「兒子」來了》飾演一位「打假」警察。隨後，翟天臨被網友懷疑涉及學術造假。中國互聯網上開始流傳一段翟天臨在2018年8月26日於一直播的直播回放。視頻中，翟在回答網友提問時回應「知網是什麼」。隨後，引發更多網友關注這一事件，進而質疑其博士學位可能摻水或造假。

## 争议

### 垄断指控
知网因事实上的垄断而引起争议。
2022年4月，一封落款为中国科学院「文献信息中心」的邮件表示：知网续订费用「达到千万级别」，双方续订条件无法达成一致，知网隨後暂停中国科学院对CNKI数据库的使用权限。
2022年5月13日，中国国家市场监管总局根据前期核查，对知网涉嫌实施垄断行为立案调查。
2022年12月26日，市场监管总局指控2014年以来知网滥用市場支配地位实施垄断，依照《反垄断法》对知网作出行政处罚：责令知网停止违法行为，并处以其2021年中国境内销售额17.52亿元5%的罚款，计8760万元。知网于同日发布整改方案。

### 霸王条款
2019年2月，知网因其最低充值额限制被消费者起诉并败诉，后知网增加了自定义充值功能。

### 未获授权收录文章
2021年12月7日长江日报报道称，知网因擅自收录中南财经政法大学退休教授赵德馨的100多篇论文而被判赔偿70多万。
2021年，山东省女作家唐效英起诉“中国知网”运营方《中国学术期刊（光盘版）》电子杂志社有限公司在未經自己授权下在其网站www.cnki.com.cn向公众有偿提供自己的55部作品的在线阅读及有偿下载服务，法院於2022年4月一审判决被告赔偿22800元。

### 处理个人信息、敏感信息存在安全风险
2022年6月23日，国家互联网信息办公室对知网启动安全审查，称知网掌握着大量个人信息、重点行业领域重要数据和敏感技术信息。
根据调查结果，手机知网、知网阅读等14款App存在違規收集个人信息、未提供账号注销功能、在用户注销账号后未及时删除用户个人信息等行为。2023年9月1日，国家互联网信息办公室要求知網繳納人民币5000万元的罚款。　　　